# بريت أنتوني
بريت أنتوني (بالإنجليزية: Brett Cash)‏ هو مصارع هاوي أسترالي، ولد في 25 أغسطس 1979.

## وصلات خارجية
- بريت أنتوني على موقع قاعدة بيانات المصارعة الدولية (الإنجليزية)
- بريت أنتوني على موقع أوليمبيديا (الإنجليزية)
- بريت أنتوني على موقع اللجنة الأولمبية الأسترالية (الإنجليزية)